# مستعمرات المعبد الألماني في فلسطين
مستعمرات الألمان في فلسطين هي المستوطنات التي أنشأتها حركة المعبديين التقويين الألمانية في فلسطين العثمانية وفلسطين الانتدابية في أواخر القرن التاسع عشر وأوائل القرن العشرين. أثناء الحرب العالمية الثانية وبعدها بوقت قصير، أخليت هذه المستعمرات من السكان، ورحل سكانها الألمان إلى أستراليا.

## التاريخ

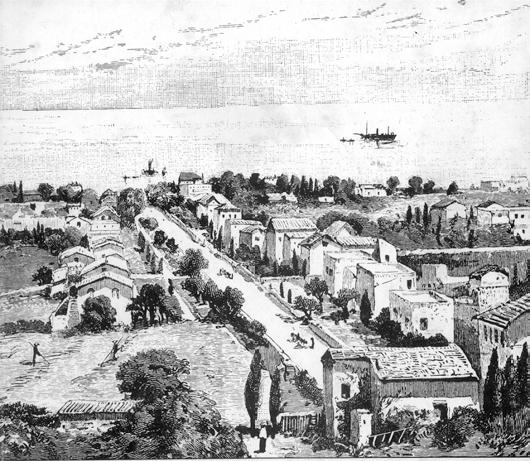
المستعمرة الألمانية في حيفا عام 1875.

في 6 أغسطس 1868، غادر مؤسسو فرسان الهيكل، كريستوف هوفمان وجورج ديفيد هارديج، وعائلاتهم ومجموعة من زملائهم فرسان الهيكل، ألمانيا إلى فلسطين، ونزلوا في حيفا في 30 أكتوبر. لقد توصلوا بالفعل إلى استنتاج مفاده أن الاستقرار في القدس لن يكون عمليًا، فخططوا للاستقرار بالقرب منها، بالقرب من الناصرة، ولكن خلال رحلتهم أخبروا بأن حيفا ستكون أكثر ملاءمة، حيث تتمتع بميناء ومناخ جيدين.
اشترى هوفمان وهارديج أرضًا عند سفح جبل الكرمل وأنشأ مستعمرة هناك في عام 1868. وكان عدد سكان حيفا في ذلك الوقت 4000 نسمة. يعود الفضل إلى فرسان المعبد اليوم في تعزيز تطوير المدينة. قام المستعمرون ببناء شارع رئيسي جذاب نال إعجاب السكان المحليين. وكان عرضها 30 مترًا، وزرعوا طرفيه بالأشجار. بنى المهندس المعماري جاكوب شوماخر المنازل من الحجر، مع أسقف ذات ألواح حمراء، بدلاً من الأسطح المسطحة أو المقببة الشائعة في المنطقة. أودى العمل الشاق والمناخ القاسي والأوبئة بحياة الكثيرين قبل أن تصبح المستعمرة مكتفية ذاتيًا. بقي هارديغ في حيفا، بينما انتقل هوفمان لإنشاء مستعمرات أخرى.
في نفس العام، وصل حضرة بهاءالله، النبي مؤسس الديانة البهائية، إلى منطقة حيفا عكا كسجين في الإمبراطورية العثمانية. بعد سنوات، بعد إطلاق سراحه من الحبس الصارم، زار مستعمرة تيمبلر على جبل الكرمل عدة مرات وكتب رسالة إلى هارديج. طلب من ابنه عبد البهاء أن يبني على محاذاة طريق تمبلر كولوني (شارع الكرمل) مع ضريح سلف الدين، المعروف باسم "الباب"، في منتصف الطريق أعلى الجبل. أصبح الاقتران بين مباني الهيكل والضريح المعلم الأكثر أهمية في مدينة حيفا الحديثة.

### مستعمرة يافا
أنشأ هوفمان مستعمرة ألمانية في يافا (اليوم جزء من تل أبيب-يافا) في عام 1869 في موقع مستوطنة سابقة لمسيحيي الولايات المتحدة، والتي تخلي عنها في ذلك الوقت، ولهذا السبب تُعرف المنطقة اليوم باسم مستعمرة تل أبيب الأمريكية الألمانية. بنيت كنيسة إيمانويل الأسقفية البروتستانتية وقنصلية ألمانية في المستعمرة من قبل سكان المعبد الألمان المحليين.
وكان برتقال المستعمرة هو الأول الذي حمل علامة "برتقال يافا"، وهي إحدى العلامات التجارية الزراعية الأكثر شهرة في أوروبا، والتي تستخدم لتسويق البرتقال الإسرائيلي حتى يومنا هذا.[محل شك]

### سارونا والقدس

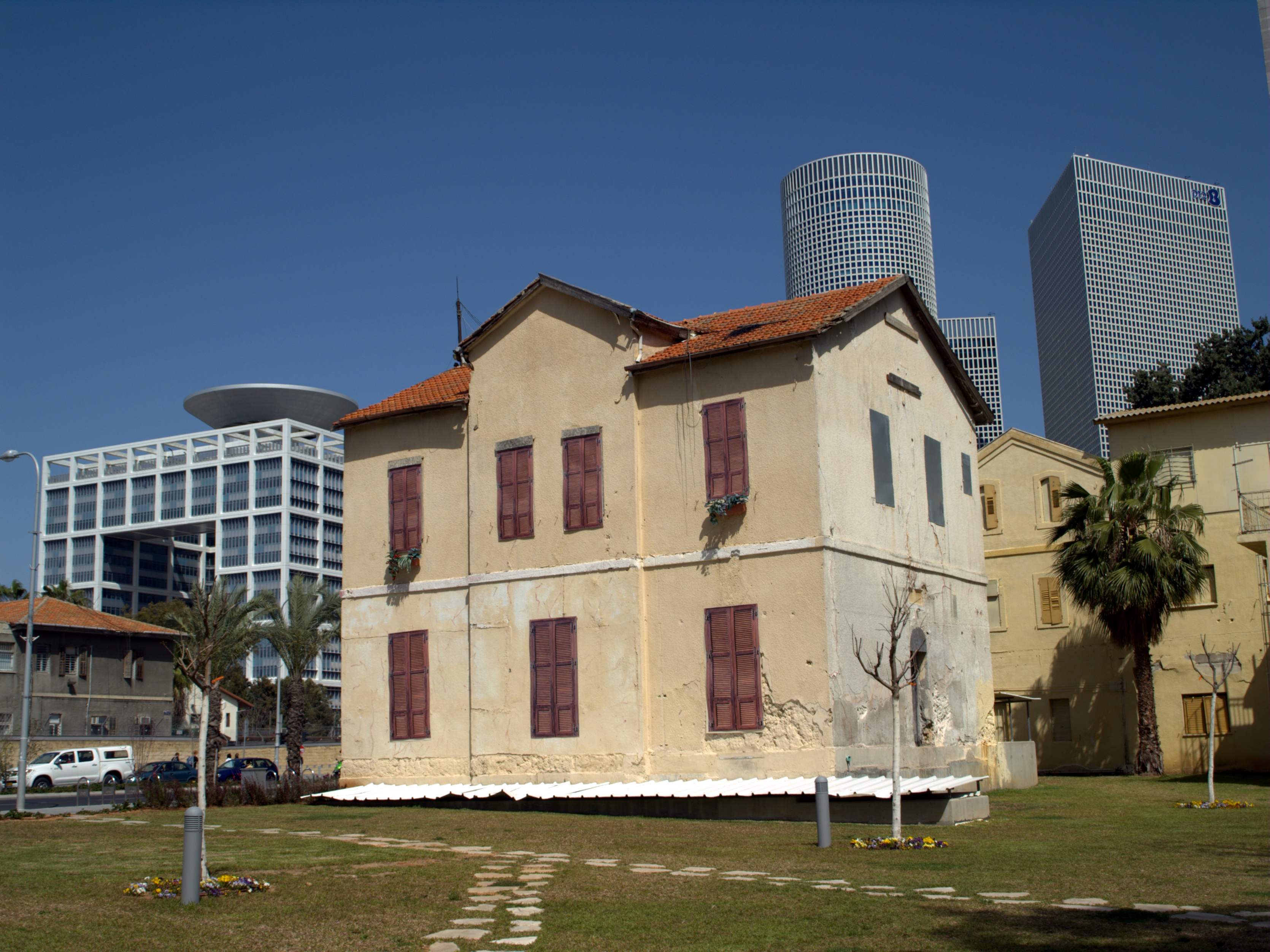
بقايا مباني فرسان سارونا في هاكيريا، تل أبيب

وفي عام 1871، أقيمت مستعمرة ثالثة في سارونا، كأول مستعمرة زراعية للمعبدين، على الطريق من يافا إلى نابلس. وفي عام 1873 إنشئت مستعمرة رابعة في وادي الرفائيم خارج البلدة القديمة في القدس.
أنشأ فرسان المعبد خدمة حافلات منتظمة بين حيفا والمدن الأخرى، مما عزز صناعة السياحة في البلاد، وقدم مساهمة مهمة في بناء الطرق.

### زيارة القيصر فيلهلم وتأسيس فيلهلما والهالا وبيت لحم الجليل والفالدهايم

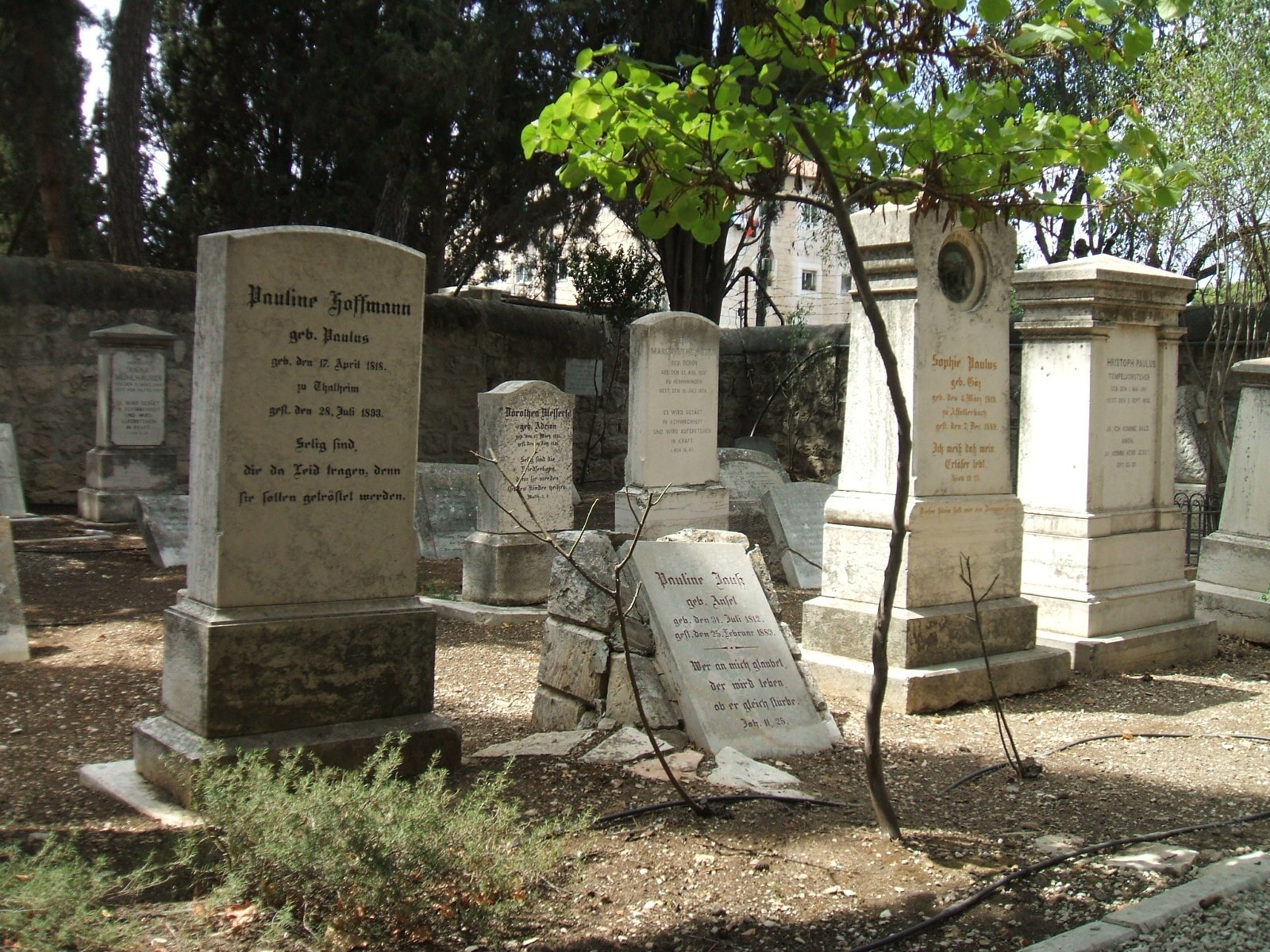
مقبرة تمبلر في المستعمرة الألمانية بالقدس

بعد زيارة القيصر فيلهلم الثاني ملك ألمانيا عام 1898، بدأ أحد رفاقه في السفر، العقيد جوزيف فون إلريشهاوزن، في تشكيل جمعية لتعزيز المسنوطنات الألمانية في فلسطين، تسمى جمعية تعزيز المستوطنات الألمانية في فلسطين، في شتوتغارت. وقد مكنت المسنوطنين من الحصول على الأراضي لبناء مسنوطنات جديدة من خلال تقديم قروض منخفضة الفائدة لهم.
قامت موجة ثانية من المسنوطنين الرواد بتأسيس فيلهلما (بني عطروت حاليًا) عام 1902 بالقرب من اللد، والفالهلا (1903) بالقرب من مستعمرة يافا الأصلية، وتبعتها بيت لحم الجليل (1906).
نجحت جمعية الاستيطان الألمانية في تشجيع بعض فرسان المعبد على العودة إلى الكنيسة البروتستانتية الوطنية الرسمية. تأسست مستعمرة فالدهايم غير التابعة لكنيسة فرسان الهيكل (الآن ألوني أبا) بجوار بيت لحم الجليل في عام 1907 على يد فرسان الهيكل التبشيريين المنتسبين الآن إلى كنيسة الدولة البروسية القديمة.

### الحرب العالمية الأولى وما بعدها
في يوليو وأغسطس 1918، أرسلت السلطات البريطانية 850 من فرسان الهيكل إلى معسكر اعتقال في حلوان بالقرب من القاهرة في مصر. وفي أبريل 1920، رحل 350 من هؤلاء المعتقلين إلى ألمانيا. نقلت جميع ممتلكات فرسان الهيكل من جنسية العدو (باستثناء ممتلكات عدد قليل من المواطنين الأمريكيين بينهم) إلى الوصاية العامة. مع إنشاء إدارة بريطانية منتظمة في عام 1918، أصبح إدوارد كيث روتش الوصي العام على أملاك العدو في فلسطين، الذي قام بتأجير الممتلكات وجمع الإيجارات.
وفي أبريل 1920، اجتمع الحلفاء في مؤتمر سان ريمو واتفقوا على الحكم البريطاني في فلسطين، وتلاه إنشاء الإدارة المدنية رسميًا في 1 يوليو 1920. منذ ذلك التاريخ، قام كيث روتش بنقل الإيجارات المحصلة للممتلكات الخاضعة للوصاية إلى المالكين الفعليين. وفي 29 يونيو 1920، أبلغ وزير الخارجية البريطاني، اللورد كرزون، مجلس الشيوخ البريطاني أن بريطانيا العظمى وافقت من حيث المبدأ على عودتهم إلى فلسطين.
أضفت عصبة الأمم الشرعية على الإدارة والوصاية البريطانية من خلال منح الانتداب لبريطانيا في عام 1922، والذي صدقت عليه تركيا، خليفة العثمانيين، أخيرًا بموجب معاهدة لوزان، الموقعة في 24 يوليو 1923 وأصبحت سارية المفعول في 5 أغسطس 1925. وهكذا انتهت الوصاية العامة في نفس العام وحقق المالكون السابقون الوضع القانوني المحمي بالكامل كمالكين.
دفعت لهم حكومة الانتداب والحارس العام على أملاك العدو تعويضًا بنسبة 50% عن خسائر الحرب في الماشية والممتلكات الأخرى. أصبح بنك جمعية الهيكل، الذي تأسس عام 1925 ويقع مقره الرئيسي في يافا وفروعه في حيفا والقدس، أحد المؤسسات الائتمانية الرائدة في فلسطين.

### النفوذ النازي
بعد استيلاء النازيين على السلطة في ألمانيا، قامت حكومة الرايخ الجديدة بتبسيط السياسة الخارجية وفقًا للمثل النازية، وفرضتها وتنظيمها ماليًا. كان التركيز النازي على خلق صورة مفادها أن ألمانيا والألمانية متساويان مع النازية. وهكذا مييز ضد جميع الجوانب غير النازية للثقافة والهوية الألمانية باعتبارها غير ألمانية. اضطرت جميع المدارس الدولية للغة الألمانية المدعومة أو الممولة بالكامل من الأموال الحكومية إلى إعادة رسم برامجها التعليمية وتوظيف المعلمين المتحالفين مع الحزب النازي فقط. مول المعلمين في بيت لحم من قبل حكومة الرايخ، لذلك تولى المعلمون النازيون العمل هناك أيضًا.
في عام 1933، ناشد موظفو الهيكل وغيرهم من الألمان غير اليهود الذين يعيشون في فلسطين بول فون هيندنبورغ ووزارة الخارجية عدم استخدام رموز الصليب المعقوف في المؤسسات الألمانية، ولكن دون جدوى. ناشد بعض اليهود الألمان من فلسطين حكومة الرايخ للتخلي عن خطتها لمقاطعة المحلات التجارية المملوكة لليهود، في أبريل 1933. جند بعض فرسان الهيكل في الجيش الألماتي. بحلول عام 1938، كان 17% من فرسان الهيكل في فلسطين أعضاء في الحزب النازي. وفقًا للمؤرخ يوسي بن أرتزي، "لقد انفصل أعضاء جيل الشباب إلى حد ما عن المعتقد الديني الساذج، وكانوا أكثر تقبلاً للقومية الألمانية النازية. وحاول الكبار محاربته."

### الاعتقال والترحيل والتبادلات
في بداية الحرب العالمية الثانية، قامت السلطات البريطانية بجمع المستعمرين الذين يحملون الجنسية الألمانية وإرسالهم مع الأجانب الإيطاليين والمجريين إلى معسكرات الاعتقال في فالدهايم وبيت لحم الجليل. في 31 يوليو 1941، رحل 661 من فرسان الهيكل وغيرهم من الألمان في فلسطين إلى استراليا عبر مصر، تاركين وراءهم 345 في فلسطين. وبالمثل، أعلنت السلطات البريطانية أن فرسان الهيكل رعايا أعداء، واعتقلت ورحلت العديد منهم إلى استراليا. خلال الحرب، توسطت الحكومة البريطانية في تبادل حوالي 1000 من فرسان الهيكل مقابل 550 يهوديًا تحت السيطرة الألمانية. وكان هؤلاء اليهود في معظمهم فلسطينيين أو مقيمين لديهم أقارب في فلسطين.

### الاغتيالات
في 12 مارس 1946، اغتال فريق من الهاغانا الصهيونية زعيم الطائفة، غوثيلف فاغنر، الذي يعتبره اليهود الفلسطينيون عضوًا متحمسًا في الحزب النازي على الرغم من أن عائلته ومجتمع فرسان المعبد الأوسع جادلوا بخلاف ذلك. وفي وقت لاحق قُتل أربعة آخرون من أعضاء الطائفة من أجل طرد الجماعة من فلسطين. أعيد استيطان مستعمرات فرسان الهيكل السابقة من قبل اليهود.

### خلق إسرائيل
بعد تأسيسها، كانت دولة إسرائيل – مع ذكرى المحرقة الحية – مصرة على عدم السماح لأي من العرق الألماتي، من المجتمع الذي أعرب عن تعاطفه مع النازية، بالبقاء في أراضيها أو العودة إليها.
وفي عام 1962، دفعت دولة إسرائيل 54 مليون مارك ألماني كتعويضات لأصحاب الأملاك الذين أمم أصولهم. دمج سارونا في تل أبيب، وأصبح جزء منه مجمعًا لوزارة الدفاع الإسرائيلية ومقر القيادة العليا لجيش الدفاع الإسرائيلي، بينما يضم الجزء الآخر مكاتب مدنية مختلفة للحكومة الإسرائيلية، باستخدام المنازل الألمانية الأصلية. في أوائل القرن الحادي والعشرين، إخلى المكاتب المدنية، وجدد المنطقة على نطاق واسع، لتصبح منطقة تسوق وترفيه للمشاة.

## الجدول الزمني
- 1861: نظر في خطط الانتقال إلى فلسطين فور إنشاء جمعية الهيكل
- 1867: كانت للمستوطنة المستقلة في السمونية عواقب مأساوية: من بين 25 شخصًا في المجموعة، توفي 15 شخصًا في غضون عام، 7 في مجدل و8 في السمونية.
- 1869 - 1870: المستعمرة الألمانية، حيفا، أصبحت مستوطنة ذات انتماء طائفي مختلط.
- 1869 - 1870: المستعمرة الألمانية في يافا
- 1872: سارونا، أصبحت مستوطنة ذات انتماء طائفي مختلط
- 1874: خضعت طائفة الهيكل للانقسام.
- 1878: أصبحت المستعمرة الألمانية، القدس، مستوطنة ذات انتماء طائفي مختلط. المسنوطنون الأوائل في عام 1873، أصبحوا مستعمرة في عام 1878.
- 1886: والحلا في يافا شمال المستعمرة الأولى.
- 1902: فيلهيلما، مستوطنة أحادية الطائفة لمستعمري فرسان الهيكل فقط
- 1906: بيت لحم الجليل، مستوطنة أحادية الطائفة للمستعمرين الهيكليين فقط.
- 1907: فالدهايم، مستوطنة أحادية الطائفة تضم فقط المستعمرين المنتمين إلى الكنيسة البروتستانتية.
- 1921: عاد فرسان المعبد الذين اعتقلوا في حلوان بمصر قرب نهاية الحرب العالمية الأولى إلى مسنوطناتهم في فلسطين، التي أصبحت الآن تحت الانتداب البريطاني. وسرعان ما ازدهرت المسنوطنات مرة أخرى.
- 1939: اعتقل فرسان الهيكل الألمان في فلسطين عند اندلاع الحرب العالمية الثانية.
- 1941: نقل أكثر من 500 من فرسان الهيكل من فلسطين إلى استراليا، حيث استمر الاعتقال في تاتورا، فيكتوريا، حتى 1946-1947. في شهر كانون الأول، شارك 65 شخصًا في برنامج تبادل من فلسطين إلى ألمانيا.
- 1942: شارك 302 شخصًا في برنامج تبادل من فلسطين إلى ألمانيا.
- 1944: شارك 112 شخصًا في برنامج تبادل من فلسطين إلى ألمانيا.
- 1948: تأسيس دولة إسرائيل. لم يُسمح لفرسان المعبد بالعودة إلى هناك، وكان على الباقين المغادرة.[21]

## ملخص

### طاولة
| مستعمرة                   | مقرر | موقع       | السكان (1945) | السكان (1945) | السكان (1945) | خرائط  | خرائط      |
| مستعمرة                   | مقرر | موقع       | المسيحيين     | المسلمين      | المجموع       | عن قرب | منطقة أوسع |
| ------------------------- | ---- | ---------- | ------------- | ------------- | ------------- | ------ | ---------- |
| مستعمرات المدينة          |      |            |               |               |               |        |            |
| المستعمرة الألمانية، حيفا | 1869 | حيفا       | مجهول         | مجهول         | مجهول         | A map  | A map      |
| المستعمرة الألمانية، يافا | 1869 | يافا       | مجهول         | مجهول         | مجهول         | A map  | A map      |
| مستعمرة ألمانيا، القدس    | 1878 | بيت المقدس | مجهول         | مجهول         | مجهول         | A map  | A map      |
| المستعمرات الزراعية       |      |            |               |               |               |        |            |
| سارونا                    | 1872 | ضواحي يافا | 150           |               | 150           | A map  | A map      |
| فيلهيلما                  | 1902 | ضواحي يافا | 240           |               | 240           | A map  | A map      |
| بيت لحم الجليل            | 1906 | ضواحي حيفا | 160           | 210           | 370           | A map  | A map      |
| فالدهايم (غير تيمبلر)     | 1907 | ضواحي حيفا | 110           | 150           | 260           | A map  | A map      |

## أنظر أيضا
- الكنيسة الإنجيلية اللوثرية في الأردن والأراضي المقدسة، منظمة كنسية ما بعد عام 1948
- دار شنلر للأيتام البروتستانتية الألمانية "دار الأيتام السورية" في القدس